# Lambda
Lambda (λάμβδα, pisana Λλ) – jedenasta litera alfabetu greckiego oznaczająca spółgłoskę płynną „l”. W greckim systemie liczbowym oznacza liczbę 30.

## Użycie jako symbolu

### Λ
- w kosmologii – stała kosmologiczna Λ
- w fizyce – hiperon Λ
- w elektrochemii – symbol przewodnictwa molowego elektrolitu, Λ lub Λm
- w chemii – jeden z dwóch typów (obok Δ) helikalności związków o strukturze helisy[1]

### λ
- w biologii – bakteriofag lambda (fag łagodny)
- w geografii, kartografii, nawigacji – długość geograficzna
- w rachunku lambda λ oznacza funkcję nienazwaną
- w badaniach statystycznych – statystyka w teście zgodności λ Kołmogorowa
- w teorii prawdopodobieństwa – parametr charakteryzujący rozkład Poissona
- w teorii układów dynamicznych – wykładnik Lapunowa, charakteryzujący stabilność układu
- symbol serii gier Half-Life
- w fizyce jądrowej λ – stała rozpadu promieniotwórczego, patrz okres połowicznego zaniku
- w termodynamice – współczynnik przewodnictwa ciepła
- w mechanice płynów λ – współczynnik oporów liniowych
- w chemii:
  - liczba postępu reakcji
  - λn – liczba n wiązań chemicznych danego atomu[2]
- popularne oznaczenie stosunku liczby kobiet do liczby mężczyzn w danej grupie
- w informatyce – oznacza wyrażenie lambda, skąd stał się nieoficjalnym symbolem teorii języków programowania, a z czasem całej informatyki teoretycznej
- współczynnik nadmiaru powietrza w procesach spalania (w silnikach spalinowych mierzony przy pomocy sondy lambda)
- nazwa brydżowego systemu licytacyjnego
- Stowarzyszenie Grup Lambda – organizacja działająca na rzecz lesbijek, gejów oraz osób bi- i transpłciowych
- symbol ruchu tożsamościowego
- w fizyce - długość fali

## Kodowanie
W Unicode litera jest zakodowana:
| Znak | Unicode | Kod HTML                         | Nazwa unikodowa            | Nazwa polska                    |
| ---- | ------- | -------------------------------- | -------------------------- | ------------------------------- |
| Λ    | U+039B  | &Lambda; lub &#x039B; lub &#923; | GREEK CAPITAL LETTER LAMDA | wielka litera grecka lamda[sic] |
| λ    | U+03BB  | &lambda; lub &#x03BB; lub &#955; | GREEK SMALL LETTER LAMDA   | mała litera grecka lamda        |

W LaTeX-u używa się znacznika:
| Znak                     | LaTeX   |
| ------------------------ | ------- |
| {\displaystyle \Lambda } | \Lambda |
| {\displaystyle \lambda } | \lambda |